# Rhyacophila zhungpa
Rhyacophila zhungpa är en nattsländeart som beskrevs av Schmid 1970. Rhyacophila zhungpa ingår i släktet Rhyacophila och familjen rovnattsländor. Inga underarter finns listade i Catalogue of Life.